# Volodymyr Zolotukhin
Volodymyr Maksovytj Zolotukhin (ukrainsk: Володимир Максович Золотухін russisk: Владимир Максович Золотухин tr. Vladimir Maksovitj Solotukhin, født den 16. maj 1936 i Kharkiv, Ukrainske SSR, Sovjetunionen, død 4. september 2010) var en ukrainsk/russisk komponist, lærer og pianist.
Zolotukhin studerede komposition på Kharkiv musikkonservatorium hos Dmitri Klebanov. Han skrev fire symfonier, orkesterværker, kammermusik, koncertmusik, korværker, jazzkompositioner, filmmusik, popmusik og musik for mange instrumenter etc. Zolotukhin var senere lærer i komposition på Kharkiv musikkonservatorium. Han var mest kendt for sine orkesterværker og koncerter.

## Udvalgte værker
- Symfoni nr. 1 (1970) - for orkester
- Symfoni nr. 2 "Morgen" (1985) - for orkester og jazzorkester
- Symfoni nr. 3 (1979-1985) - for solister, kor og orkester
- Symfoni nr. 4 (2000-2001) - for orkester
- "Symfonisk digtning "Til minde om en ukendt soldat" (1963) - for orkester
- Klaverkoncert (1963) - for klaver og orkester
- Violinkoncert (1965) - for violin og orkester
- Saxofonkoncert (1983) - for altsaxofon og orkester